# Ammasso di quasar
Un ammasso di quasar o LQG (acronimo inglese per Large Quasar Group, ossia Grande gruppo di quasar) è un insieme di buchi neri supermassicci che si ritiene siano le più grandi strutture astronomiche dell'universo conosciuto.
Si suppone che gli ammassi di quasar siano i precursori dei filamenti galattici trovati nell'universo circostante.
Il primo ammasso di quasar ad essere stato scoperto è stato il Webster LQG nel 1982, poi nel 1987 il Crampton-Cowley-Hartwick LQG, nel 1991 il Clowes-Campusano LQG (U1.28, CCLQG), nel 2012 lo U1.11 ed infine nel 2013 lo Huge-LQG (U1.27). Attualmente ne sono noti circa una ventina.

## Ammassi importanti
L'11 gennaio 2013 fu scoperto il grande ammasso chiamato Huge-LQG (U1.27), l'ammasso di quasar più grande fino ad allora conosciuto, e di conseguenza a quel tempo l'oggetto astronomico più grande in assoluto, scoperto attraverso i dati dello Sloan Digital Sky Survey dall' Università del Lancashire Centrale.
Comprende 73 quasar ed ha un'estensione minima di circa 1,4 miliardi di anni luce e massima di oltre 4 miliardi di anni luce. Ammassi di quasar così grandi non erano ritenuti possibili dalle conoscenze dell'epoca.
Si pensava che le strutture cosmologiche potessero avere una dimensione massima di 1,2 miliardi di anni luce.

## Elenco di ammassi di Quasar scoperti
| LQG                                                                           | Data | Distanza media | Dimension e | Numero di quasar | Note |
| ----------------------------------------------------------------------------- | ---- | -------------- | ----------- | ---------------- | --- |
| Webster LQG (LQG 1)                                                           | 1982 | z=0.37         | 100 Mpc     | 5                | Primo ammasso di quasar scoperto. Al momento della scoperta fu la più grande struttura dell'universo conosciuta. |
| Crampton–Cowley–Hartwick LQG (LQG 2, CCH LQG, Komberg-Kravtsov-Lukash LQG 10) | 1987 | z=1.11         | 60 Mpc      | 28               | Secondo ammasso di quasar scoperto |
| Clowes-Campusano LQG (U1.28, CCLQG, LQG 3)                                    | 1991 | z=1.28         | 630         | 34               | Terzo ammasso di quasar scoperto |
|                                                                               | 1995 | z=1.9          | 120 Mpc/h   | 10               | Discovered by Graham, Clowes, Campusano. |
|                                                                               | 1995 | z=0.19         | 60 Mpc/h    | 7                | Scoperto da Graham, Clowes, Campusano; un gruppo di 7 galassie di Seyfert. |
| Komberg–Kravtsov–Lukash LQG 1                                                 | 1996 | z=0.6          | 96} Mpc/h   | 12               | Scoperto da Komberg, Kravtsov, Lukash. |
| Komberg–Kravtsov–Lukash LQG 2                                                 | 1996 | z=0.6          | 111 Mpc/h   | 12               | Scoperto da Komberg, Kravtsov, Lukash. |
| Komberg–Kravtsov–Lukash LQG 3                                                 | 1996 | z=1.3          | 123 Mpc/h   | 14               | Scoperto da Komberg, Kravtsov, Lukash. |
| Komberg–Kravtsov–Lukash LQG 4                                                 | 1996 | z=1.9          | 104 Mpc/h   | 14               | Scoperto da Komberg, Kravtsov, Lukash. |
| Komberg–Kravtsov–Lukash LQG 5                                                 | 1996 | z=1.7          | 146 Mpc/h   | 13               | Scoperto da Komberg, Kravtsov, Lukash. |
| Komberg–Kravtsov–Lukash LQG 6                                                 | 1996 | z=1.5          | 94 nMpc/h   | 10               | Scoperto da Komberg, Kravtsov, Lukash. |
| Komberg–Kravtsov–Lukash LQG 7                                                 | 1996 | z=1.9          | 92 Mpc/h    | 10               | Scoperto da Komberg, Kravtsov, Lukash. |
| Komberg–Kravtsov–Lukash LQG 8                                                 | 1996 | z=2.1          | 104 Mpc/h   | 12               | Scoperto da Komberg, Kravtsov, Lukash. |
| Komberg–Kravtsov–Lukash LQG 9                                                 | 1996 | z=1.9          | 66 Mpc/h    | 18               | Scoperto da Komberg, Kravtsov, Lukash. |
| Komberg–Kravtsov–Lukash LQG 11                                                | 1996 | z=0.7          | 157 nMpc/h  | 11               | Scoperto da Komberg, Kravtsov, Lukash. |
| Komberg–Kravtsov–Lukash LQG 12                                                | 1996 | z=1.2          | 155 Mpc/h   | 14               | Scoperto da Komberg, Kravtsov, Lukash. |
| Newman LQG (U1.54)                                                            | 1998 | z=1.54         | 150 Mpc/h   | 21               | Scoperto da P.R. Newman et al. Questa struttura è parallela a CCLQG, con la sua scoperta, potrebbe emergere che la struttura cellulare dei filamenti e dei vuoi già esistesse in quest'epoca, come scoperto successivamente le bolle di supervuoti e i filamenti di galassie, |
| Tesch–Engels LQG                                                              | 2000 | z=0.27         | 140 Mpc/h   | 7                | Il primoThe LQG scoperto ai raggi X. |
| U1.11                                                                         | 2011 | z=1.11         | 780 Mpc     | 38               | [ 2 ] [ 9 ] |
| Huge-LQG (U1.27)                                                              | 2013 | z=1.27         | 1240        | 73               | La più grande struttura conosciuta dell'universo osservabile finché non fu superata dalla Grande muraglia di Ercole scoperta un anno più tardi. |